# Pinselscharbe
Die Pinselscharbe (Urile penicillatus, Syn.: Phalacrocorax penicillatus) ist eine Vogelart aus der Gattung Urile innerhalb der Familie der Kormorane. Die schwarz gefärbte Art besiedelt die Westküste Nordamerikas von Kanada bis Mexiko. Sie brütet in lockeren Kolonien und ernährt sich vorwiegend von Fischen und Krebsen. Die IUCN führt die Art als "nicht gefährdet".

## Aussehen
Pinselscharben erreichen eine Kopf-Rumpf-Länge von 84 bis 89 Zentimetern und eine Flügelspannweite von 124 Zentimetern. Das höchste bisher festgestellte Gewicht betrug 2450 Gramm. Es besteht ein Geschlechtsdimorphismus, die Weibchen sind durchschnittlich etwas kleiner als die Männchen.
Adulte Vögel sind am ganzen Körper schwarz befiedert, das Gefieder glänzt vor allem am Rücken leicht bläulich. Die Beine sind ebenso wie der Schnabel dunkelgrau gefärbt. Die Kehlhaut nimmt vor allem während der Brutzeit eine leuchtend kobaltblaue Färbung an, außerhalb der Brutzeit ist sie etwas blasser. Brutvögel tragen zudem einige weiße Federn hinter dem Auge an den Seiten des Kopfes, am Hals und auf dem Rücken. Die weißen Kopffedern stehen fächerförmig vom Kopf ab. Am Schnabelansatz haben die Federn eine schmutzig weiße Farbe. Die Iris ist strahlend blau. Jungvögel sind an Rücken und Hals dunkelbraun, auf Bauch, Brust und Kehle hellbraun bis weiß befiedert.

## Verbreitung und Lebensraum

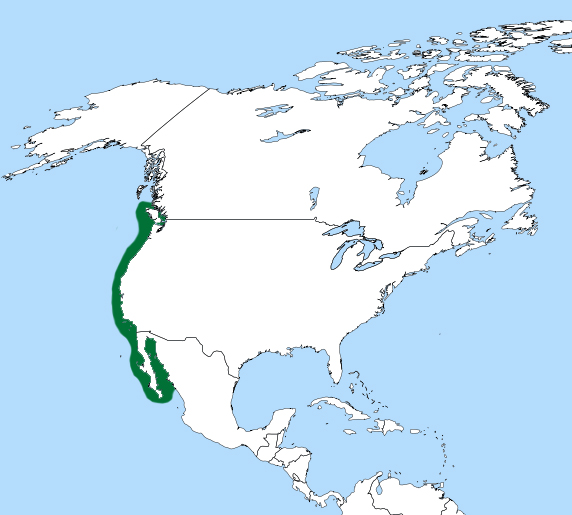
Verbreitung der Küstenscharbe

Pinselscharben sind an der Westküste Nordamerikas von Kanada bis nach Niederkalifornien in Mexiko verbreitet, 
Die Art lebt ausschließlich marin vor allem an Küstenabschnitten und auf Inseln im Einflussbereich des nährstoffreichen Kalifornienstroms. Sie bevorzugt wegen des höheren Nahrungsangebots felsige Küsten. Im Winter kommt die Art bis in Flussmündungen, ist aber niemals an Gewässern im Inland anzutreffen.

## Nahrung
Den Hauptteil der Nahrung stellen kleine Fische, vor allem Barsche und Schwarmfische wie Sardellen, aber auch Wirbellose wie Langusten und Tintenfische. Wie alle Kormorane fängt die Art ihre Beute bevorzugt tauchend, indem sie sie unter Wasser schwimmend verfolgt und fängt. Meist erfolgt die Nahrungssuche über steinigem Untergrund, seltener aber auch im Freiwasser. Die Art jagt oft in größeren Gruppen, um Fischschwärme leichter erbeuten zu können.
Da das Gefieder der Art Wasser aufnimmt, muss es nach einem Tauchgang getrocknet werden. Wie die meisten Kormorane breiten Pinselscharben dazu ihre Flügel aus und lassen das Gefieder durch die Sonne oder Wind trocknen.

## Brutverhalten
Der Beginn der Brutzeit variiert abhängig vom Nahrungsangebot, meist beginnt die Brut im Frühjahr zwischen März und Mai, es kommen jedoch auch Bruten bis in den Juli hinein vor. Die Population im südlichen Verbreitungsgebiet beginnt wegen der günstigeren klimatischen Bedingungen meist früher mit der Brut als die nördliche Population.
Die Art brütet in lockeren Kolonien, häufig gemeinsam mit anderen Seevögeln. Das Nest wird auf Abhängen und Felsvorsprüngen angelegt, kann aber auch auf ebenem Grund über einer Klippe liegen. Es besteht vorwiegend aus Algen, Gras und kleinen Stöcken und wird mit Kot verfestigt. Es wird oft mehrere Jahre hintereinander genutzt und dabei stetig ausgebaut. 
Es werden in der Regel 3 bis 4 Eier gelegt.  Die nackten Küken schlüpfen nach einer Brutzeit von etwa 30 Tagen und entwickeln zunächst ein Federkleid aus grauen Daunen, bevor ihnen das Jugendgefieder wächst. In der Regel werden nur 1 bis 2 Jungvögel eines Geleges flügge.

## Zugverhalten
Die Art ist ein  Standvogel und weicht im Winter nur kurze Strecken in Gebiete mit besserem Nahrungsangebot aus. Nach der Brutzeit neigen die Jungvögel zu Dismigration, fliegen jedoch üblicherweise keine weiten Strecken. Einzelne Tiere treten immer wieder weiter südlich vor der mexikanischen Küste auf, diese gelten jedoch als Ausnahmeerscheinungen.

## Gefährdung und Schutz
Die IUCN führt die Art als "nicht gefährdet". Die Population ist stabil und geht lediglich während Jahren mit El Niño zurück, erholt sich jedoch schnell wieder. Da die Art ein großes Verbreitungsgebiet hat und in zahlreichen Kolonien brütet, wird auch für die nähere Zukunft keine Bestandsgefährdung erwartet.